# غلين كيلي
غلين كيلي (بالإنجليزية: Glenn Keeley)‏ (1 سبتمبر 1954 في المملكة المتحدة - ) هو لاعب كرة قدم بريطاني في مركز الدفاع. لعب مع أولدهام أثلتيك وإيبسويتش تاون وبلاكبيرن روفرز وبولتون واندررز وكولتشستر يونايتد ونادي إيفرتون ونيوكاسل يونايتد ونادي تشورلي وColne Dynamoes F.C. ‏.

## وصلات خارجية
- غلين كيلي على موقع قاعدة بيانات كرة القدم.إي يو (الإنجليزية)